# Taekwondo aux Jeux africains de 2023
Navigation
2019
Les compétitions de taekwondo aux Jeux africains de 2023 ont lieu du 17 au 22 mars 2024 à Accra, au Ghana.

## Médaillés

### Kyorugi

#### Hommes
| Épreuves | Or                                     | Argent                                 | Bronze                                  |
| -------- | -------------------------------------- | -------------------------------------- | --------------------------------------- |
| - 54 kg  | Moatazbellah Assem Atta Aboserea (EGY) | Maharana Toudjani (NIG)                | Siriman Ballo (es) (MLI)                |
| - 54 kg  | Moatazbellah Assem Atta Aboserea (EGY) | Maharana Toudjani (NIG)                | Ibrahim Diomandé (CIV)                  |
| - 58 kg  | Nouridine Issaka (es) (NIG)            | Issa Diakité (es) (CIV)                | Casimir Betel (CHA)                     |
| - 58 kg  | Nouridine Issaka (es) (NIG)            | Issa Diakité (es) (CIV)                | Youssouf Simpara (es) (MLI)             |
| - 63 kg  | Mohamed Khalil Jendoubi (TUN)          | Bocar Diop (es) (SEN)                  | Ben Younouss Konaté (es) (CIV)          |
| - 63 kg  | Mohamed Khalil Jendoubi (TUN)          | Bocar Diop (es) (SEN)                  | Maman Mansour Chipkaou Koché (es) (NIG) |
| - 68 kg  | Mouhamadou Mansour Lo (es) (SEN)       | Aaron Kobenan (es) (CIV)               | Ahmed Nassar (es) (EGY)                 |
| - 68 kg  | Mouhamadou Mansour Lo (es) (SEN)       | Aaron Kobenan (es) (CIV)               | Ibrahim Maïga (BUR)                     |
| - 74 kg  | Aboubacar Mangue Gaya (es) (NIG)       | Rami Eissa (es) (EGY)                  | Jean Ezechiel Kouamé (es) (CIV)         |
| - 74 kg  | Aboubacar Mangue Gaya (es) (NIG)       | Rami Eissa (es) (EGY)                  | Hani Tebib (es) (ALG)                   |
| - 80 kg  | Firas Katoussi (TUN)                   | Seif Eissa (EGY)                       | Ismaël Coulibaly (en) (MLI)             |
| - 80 kg  | Firas Katoussi (TUN)                   | Seif Eissa (EGY)                       | Faysal Sawadogo (BUR)                   |
| - 87 kg  | Ahmad Rawy (es) (EGY)                  | Moataz Ifaoui (TUN)                    | Anicet Kassi (es) (CIV)                 |
| - 87 kg  | Ahmad Rawy (es) (EGY)                  | Moataz Ifaoui (TUN)                    | Soufiane Elasbi (es) (MAR)              |
| + 87 kg  | Issoufou Alfaga Abdoul Razak (NIG)     | Abdallah Essam Mohyeldien Hassan (EGY) | Ayoub Bassel (es) (MAR)                 |
| + 87 kg  | Issoufou Alfaga Abdoul Razak (NIG)     | Abdallah Essam Mohyeldien Hassan (EGY) | Anthony Obame (GAB)                     |

#### Femmes
| Épreuves | Or                             | Argent                                | Bronze                                      |
| -------- | ------------------------------ | ------------------------------------- | ------------------------------------------- |
| - 46 kg  | Zaraou Abdou Bilane (NIG)      | Soukaina Sahib (MAR)                  | Michelle Tau (LES)                          |
| - 46 kg  | Zaraou Abdou Bilane (NIG)      | Soukaina Sahib (MAR)                  | Ndèye Ngoné Fall (es) (SEN)                 |
| - 49 kg  | Ikram Dhahri (TUN)             | Janna Mohamed Kamal Ali Khattab (EGY) | Karabo Kula (BOT)                           |
| - 49 kg  | Ikram Dhahri (TUN)             | Janna Mohamed Kamal Ali Khattab (EGY) | Nabintou Koné (es) (CIV)                    |
| - 53 kg  | Ouhoud Ben Aoun (TUN)          | Bouma Coulibaly (CIV)                 | Chinazum Nwosu (NGA)                        |
| - 53 kg  | Ouhoud Ben Aoun (TUN)          | Bouma Coulibaly (CIV)                 | Oumaima El Bouchti (MAR)                    |
| - 57 kg  | Chaima Toumi (TUN)             | Mariama Cissé (CIV)                   | Maïmouna Konaté (MLI)                       |
| - 57 kg  | Chaima Toumi (TUN)             | Mariama Cissé (CIV)                   | Yacine Diaw (SEN)                           |
| - 62 kg  | Wafa Masghouni (TUN)           | Koumba Nanah-Hélène Ibo (CIV)         | Merieme Khoulal (MAR)                       |
| - 62 kg  | Wafa Masghouni (TUN)           | Koumba Nanah-Hélène Ibo (CIV)         | Nadine Amr Abdelhady Zaghloul Mahmoud (EGY) |
| - 67 kg  | Elizabeth Anyanacho (NGA)      | Aya Shehata (es) (EGY)                | Safia Salih (MAR)                           |
| - 67 kg  | Elizabeth Anyanacho (NGA)      | Aya Shehata (es) (EGY)                | Fanta Traoré (MLI)                          |
| - 73 kg  | Omayma Boumh (MAR)             | Urgence Mouega (GAB)                  | Abenan Dangnide (CIV)                       |
| - 73 kg  | Omayma Boumh (MAR)             | Urgence Mouega (GAB)                  | Jully Alun Musangi (KEN)                    |
| + 73 kg  | Fatima-Ezzahra Aboufaras (MAR) | Astan Bathily (CIV)                   | Faith Ogallo (KEN)                          |
| + 73 kg  | Fatima-Ezzahra Aboufaras (MAR) | Astan Bathily (CIV)                   | Toka Shaaban Soliman Hassan (EGY)           |

#### Mixte
| Épreuves   | Or | Argent | Bronze |
| ---------- | --- | --- | --- |
| Par équipe | Maroc- Ayoub Bassel (es) - Omayma Boumh - Oumaima El-Bouchti - Soufiane Elasbi (es) - Merieme Khoulal - Haitam Zarhouti | Égypte- Ahmad Rawy (es) - Aya Shehata (es) - Janna Khattab - Moatazbellah Aboserea - Nadine Amr Abdelhady Zaghloul Mahmoud - Rami Eissa (es) | Nigeria- Elizabeth Anyanacho - Ifeoluwa Ajayi - Peter Itiku - Paul Kolade - Chinazum Nwosu - Chidimma Okoko |

### Poomsae

#### Hommes
| Épreuves             | Or                                                                        | Argent                                                             | Bronze                                                 |
| -------------------- | ------------------------------------------------------------------------- | ------------------------------------------------------------------ | ------------------------------------------------------ |
| Freestyle, +17 ans   | Ahmed Hassan Mokhtar Abdelhamid Aboushady (EGY)                           | Kelvin Amuzu (GHA)                                                 | Foued Ben El Derouich (TUN)                            |
| Freestyle, +17 ans   | Ahmed Hassan Mokhtar Abdelhamid Aboushady (EGY)                           | Kelvin Amuzu (GHA)                                                 | Habibou Diallo (SEN)                                   |
| -30 ans              | Adama Ndiaye (SEN)                                                        | Saker Chahine Abdesabour (ALG)                                     | Adamou Ahmadou Boubacar (NIG)                          |
| -30 ans              | Adama Ndiaye (SEN)                                                        | Saker Chahine Abdesabour (ALG)                                     | Usman Harun (NGA)                                      |
| -40 ans              | Sheldon Kim Xiung Yan Too Sang (MRI)                                      | Nassir Merdaci (ALG)                                               | Issahak Assoumane (NIG)                                |
| -40 ans              | Sheldon Kim Xiung Yan Too Sang (MRI)                                      | Nassir Merdaci (ALG)                                               | Gerald Sarfo (GHA)                                     |
| Par équipes, -40 ans | Égypte- Ahmed Islam Farouk Abbas Badr - Seifeldin Eslam Mohamed Aly Basha | Tunisie- Yassine Rahmeni - Koussay Rezgui - Mohamed Aziz Bellakhel | Sénégal- Habibou Diallo - Daouda Ndione - Adama Ndiaye |

#### Femmes
| Épreuves             | Or                                                   | Argent                                                                                   | Bronze                                                            |
| -------------------- | ---------------------------------------------------- | ---------------------------------------------------------------------------------------- | ----------------------------------------------------------------- |
| Freestyle, +17 ans   | Ganatalla Hamed Aly Elkotb Hamed (EGY)               | Erica Tuagbor (GHA)                                                                      | Gado Aichatou Djibo (NIG)                                         |
| Freestyle, +17 ans   | Ganatalla Hamed Aly Elkotb Hamed (EGY)               | Erica Tuagbor (GHA)                                                                      | Josephine Ineme Esuku (NGA)                                       |
| -30 ans              | Imen Akermi (TUN)                                    | Yaye Aita Ndiaye (SEN)                                                                   | Mary Muriu (es) (KEN)                                             |
| -30 ans              | Imen Akermi (TUN)                                    | Yaye Aita Ndiaye (SEN)                                                                   | Salma Khaled Hosny Ibrahim Dabbur (EGY)                           |
| -40 ans              | Yassmin Zekri-Nbiba (TUN)                            | Josephine Esuku (NGA)                                                                    | Mildred Alango (en) (KEN)                                         |
| -40 ans              | Yassmin Zekri-Nbiba (TUN)                            | Josephine Esuku (NGA)                                                                    | Zeinabou Sompa Ouaba (NIG)                                        |
| Par équipes, -30 ans | Tunisie- Bochra Guezguez - Imen Akermi - Feiza Ayari | Égypte- Shahd Ahmed Abdelfattah Shamardan Mohamed - Malak Reda Bassyouni Elsayed Mohamed | Côte d'Ivoire- Rahima Traoré - Yao Emilie Bledja - Manigue Diallo |

## Tableau des médailles
- Pays organisateur (Ghana)

| Rang  | Nation        | Or | Argent | Bronze | Total |
| ----- | ------------- | -- | ------ | ------ | ----- |
| 1     | Tunisie       | 9  | 2      | 1      | 12    |
| 2     | Égypte        | 5  | 7      | 4      | 16    |
| 3     | Niger         | 4  | 2      | 5      | 11    |
| 4     | Maroc         | 3  | 1      | 5      | 9     |
| 5     | Sénégal       | 2  | 2      | 4      | 8     |
| 6     | Nigeria       | 1  | 0      | 4      | 5     |
| 7     | Maurice       | 1  | 0      | 0      | 1     |
| 8     | Côte d'Ivoire | 0  | 6      | 7      | 13    |
| 9     | Algérie       | 0  | 2      | 1      | 3     |
| 9     | Ghana         | 0  | 2      | 1      | 3     |
| 11    | Gabon         | 0  | 1      | 1      | 2     |
| 12    | Mali          | 0  | 0      | 5      | 5     |
| 13    | Kenya         | 0  | 0      | 4      | 4     |
| 14    | Burkina Faso  | 0  | 0      | 2      | 2     |
| 15    | Botswana      | 0  | 0      | 1      | 1     |
| 15    | Lesotho       | 0  | 0      | 1      | 1     |
| 15    | Tchad         | 0  | 0      | 1      | 1     |
| Total | Total         | 25 | 25     | 47     | 97    |